# Tomoda Ayaka
Tomoda Ayaka (友田 彩也香 (Hữu-Điền Thái-Dã-Hương) 14 tháng 9 năm 1988 –) là một nữ diễn viên khiêu dâm, ca sĩ người Nhật Bản. Cô cũng là một idol của OFA ☆ 21, nhóm idol SOD quốc gia, PINKEY và là cựu thành viên của Million Girls Z và Ebisu Muscats.
Cô đến từ Tokyo và thuộc về công ti Diaz Group.
Cô có nickname là "An Kỳ khiêu dâm" và "An Kỳ da đen" ở Hồng Kông vì vẻ ngoài của cô giống ca sĩ Tạ An Kỳ người Hồng Kông.

## Sự nghiệp/Đời tư
Sở thích của cô là xem đấu vật chuyên nghiệp, và kĩ năng đặc biệt của cô là chơi cầu lông.
Món ăn yêu thích của cô là cơm trắng, thịt nướng (horumon), mì ramen, yakisoba, và món cô ghét là lươn unagi (cô từng bị hóc xương lươn khi còn nhỏ).
Cô là người hâm mộ lớn của tổ chức đấu vật chuyên nghiệp DRAGON GATE và đã đi xem nhiều trận đấu vật.
Tháng 10/2009, cô ra mắt ngành phim khiêu dâm với hãng phim kawaii*.
Tháng 3/2010, cô chuyển hãng phim độc quyền của mình thành Moodyz. Từ tháng 12 cùng năm, cô hoạt động với tư cách là nữ diễn viên tự do tự lập kế hoạch.
Tháng 6/2011, cô tham gia với tư cách là sinh viên năm hai đại học vào nhóm nhạc "OFA ☆ 21 (One For All Twenty-One)" được tạo bởi những sinh viên gợi cảm.
26/5/2012, cô xếp thứ 1 trong cuộc "bầu cử nhóm idol quốc gia SOD (Soft On Demand) 2012" với 12.742.935 phiếu.
22/8/2012, cô ra mắt ngành CD âm nhạc với đĩa đơn "LOVE BEAT" cùng PINKEY, một nhóm nhạc gồm các idol gợi cảm.
Cô nổi tiếng vì kĩ năng diễn xuất cao và tính khắc kỷ.
Tháng 7/2014, cô được ghi tên vào bình chọn cho những nữ diễn viên gợi cảm được xuất hiện trong trò chơi Yakuza 0 Oath Place của Sega, cô sau đó đã xếp thứ 7 và nhận được cơ hội để xuất hiện trong Yakuza 0 Oath Place.
30/1/2015, cô tốt nghiệp nhóm PINKEY trong buổi phát trực tiếp cuối cùng tại "Twin Box Garage" ở Akihabara.
24/2/2015, cô tham gia Million Girls Z và biểu diễn ở hội nghị KMP 2015. Cô sẽ là nữ diễn viên độc quyền cho million sau tháng 4.
9/4/2015, cô nhận giải Nữ diễn viên chính tại Pink Grand Prix lần thứ 27.
Từ 1/10/2016, cô thông báo sẽ rời công ti chủ quản At Honeys mà cô đã làm từ khi vào ngành phim khiêu dâm và chuyển sang LANTANA.
24/12/2016, cô tốt nghiệp Million Girls Z và hoàn thành hợp đồng độc quyền với million.
Từ tháng 4/2017, cô trở thành nữ diễn viên độc quyền của Attackers.
Từ ngày 8/6 đến 11/6/2017, cô trình diễn tại triển lãm phim khiêu dâm Đài Loan (TAE).
Từ tháng 8/2017, cô trở thành nữ diễn viên độc quyền đầu tiên của MARRION.
Từ ngày 5/4 đến 8/4/2018 cô xuất hiện tại 18+CENTRAL Hồng Kông (Triểm lãm phim người lớn cá nhân Hồng Kông).
29/4/2018, cô tham gia triển lãm Fetish & chợ bán hàng "Fetish Fes 13" lần đầu cùng với Wakatsuki Maria tại trung tâm MARRION x Toy's Heart, và vào 27/1/2019, cô tham gia "Fetish Fes 15" của MARRION x Toy's Heart với tư cách là nhân viên bán hàng trong quầy bán hàng phía Max-A.
Tháng 6/2018, hình ảnh cô được đăng bìa trong số tháng 6 của tạo chí Đài Loan JKF.
6/6/2018, cô thông báo sẽ trở thành nữ diễn viên độc quyền của MAX-A từ tháng 8.
29/6/2018, cô được chọn để tham gia Ebisu Muscats 1.5 với tư cách là thực tập sinh. 24/8/2018, cô được nâng cấp thành thành viên chính thức của Ebisu Muscats.
Từ ngày 3/8 đến 5/8/2018, cô xuất hiện trong triển lãm phim khiêu dâm quốc tế Đài Bắc TRE(TAIPEI RED EXPO).
27/11/2018, cô được đề cử cho giải Nữ diễn viên tại Giải thưởng truyền hình phim khiêu dâm Sky PerfecTV! 2019 với tư cách là đại diện của Cherry Bomb HD (ch.947).
12/3/2019, cô nhận giải Hình ảnh xuất sắc nhất cho phim "First Contact ERO phụ nữ xinh đẹp ERO SEX đẹp" (First Contact EROいい女のEROいいSEX) tại Giải thưởng truyền hình phim khiêu dâm Sky PerfecTV! 2019.
Tháng 12/2019, cô chuyển công ti sang FALENO và trở thành nữ diễn viên độc quyền cho hãng phim này.
14/2/2021, cô thông báo sẽ chuyển từ FALENO sang hãng phim con DAHLIA từ tháng 3.
Vào ngày 6/12 cùng năm, việc cô tốt nghiệp Ebisu Muscats được thông báo tại buổi phát trực tiếp của nhóm. Cô nói "Vì bây giờ là cuối năm, hãy để tôi hát lại tất cả các bài".